# Kungliga Myntkabinettet
Das Kungliga Myntkabinettet – Sveriges ekonomiska museum (dt. Königliches Münzkabinett) ist das Schwedische Museum für Wirtschaft mit dem Schwerpunkt auf Münz- und Finanzgeschichte.
Das Königliche Münzkabinett gehört zu den ältesten Museen in Schweden, seine Sammlungen gehen teilweise bis auf die 1570er Jahre zurück. Die Sammlungen umfassen über 600.000 Objekte. Das Museum befindet sich im Gebäude des Historischen Museums.

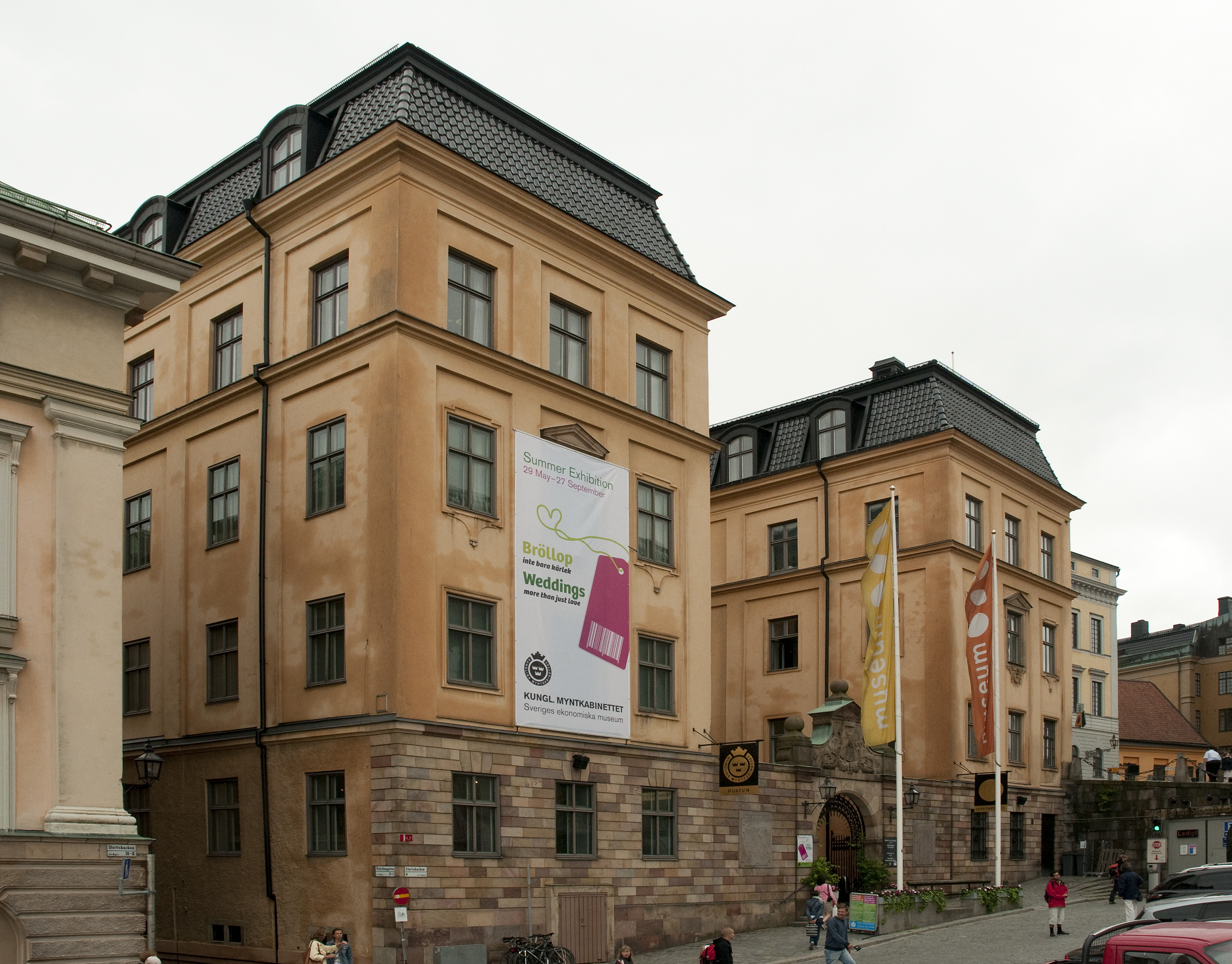
Königliches Münzkabinett

Zum Museum gehört die Lovisa Ulrika-Bibliothek mit einer großen Sammlung von numismatischer Fachliteratur.
Organisatorisch gehört die Kungliga Myntkabinettet zur staatlichen Behörde Statens historiska museer.

## Ausstellung
In der öffentlich zugänglichen Ausstellung werden folgende Sammlungen gezeigt:

### Alles Geld der Welt
Die Sammlung Money of the world zeigt Münzen aus 2500 Jahren Münzgeschichte, aber auch früheste und alternative Zahlungsmittel wie Muschelschalen, Schnecken, Perlen, Edelmetallstücke, Steinäxte, Kakao, Salz oder Steingeld sowie Banknoten und moderne Zahlungsmittel wie Kreditkarten. Bemerkenswert ist auch eine Sammlung Inflationsgeld aus der Weimarer Republik, Notgeld aus dieser Zeit, von Lagergeld aus Kriegsgefangenenlagern des Ersten Weltkrieges und Zweiten Weltkrieges, Besatzungsgeld und Lagergeld von Konzentrationslagern.
Das Museum zeigt auch ein Exemplar der ältesten Münzprägung der Welt, den ⅓ Stater, der um 625 v. Chr. in Lydien (heute Westtürkei) aus Elektron geprägt wurden, einer dort als Nuggets gefundenen goldfarbenen natürlichen Legierung aus Gold und Silber. (Der Stater (Standard) war der Monatslohn eines Soldaten.) Die Münze zeigt einen Löwenkopf als Symbol des dortigen Herrscherhauses. Der letzte König des Herrscherhauses, der in der Antike für seinen Reichtum berühmte König Krösus, der 524 v. Chr. von den Persern besiegt wurde, war der erste, der Münzen aus reinem Gold und reinem Silber prägen ließ. Auch von ihm wird eine Münze gezeigt.

### Schwedische Münzen
Das Königliche Münzkabinett verfügt über die vollständigste Sammlung schwedischer Münzen auch der ältesten und zeigt die 1000-jährige schwedische Münzgeschichte von König Olof Skötkonung, der im späten 10. Jahrhundert, genauer etwa 995, die ersten schwedischen Münzen, Silberpfennige, nach englischem Vorbild prägen ließ, bis zum heutigen König Carl XVI. Gustaf. Von König Gustav I. Vasa z. B. werden sowohl Münzen gezeigt, die ihn als jungen Mann mit gepflegtem kurzen Bart zeigen, als auch solche, die ihn als alten Mann mit dünnem Haar und langem Bart zeigen.

### Plattenmünzen
Der arge Mangel an Gold und Silber bei eigener Produktion von Kupfer führte in Schweden 1644 und 1768 zur Ausprägung kiloschwerer Kupfermünzen, um hohe Summen zahlen zu können, ohne dafür hunderte Münzen prägen und bei Gebrauch zählen zu müssen. Dieser numismatischen Besonderheit der Plattenmünzen (schwedisch; Plåtmynt) wird vom Münzkabinett ein eigener Ausstellungsbereich gewidmet. Damals wurden rechteckige Kupferplatten hergestellt und dann wurde an den vier Ecken die Initialen des Herrschers und das Münzjahr und in der Mitte der Wert in der Einheit Silbertaler, der Name des Münzmeisters und teils der Herkunftsort des Kupfers, teils der Münzort eingeprägt. Geprägt wurden die kupfernen Plattenmünzem in den Wertstufen ein halber Taler, ein Taler, zwei Taler vier Taler, acht Taler und zehn Taler. Die in der Ausstellung gezeigte Plattenmünze von 1644 im Wert von zehn Silbertaler ist mit einem Gewicht von 19,7 kg die schwerste Münze der Welt. Sie wurde 1974 aus einem 1646 im Gryt-Archipel bei Östergötland gesunkenen Schiff geborgen.

### Die Magie der Schätze
Durch den Seehandel der Vorfahren der heutigen Schweden kamen von der Römerzeit bis ins Mittelalter Münzen ins Land und auch die Raubzüge der Wikinger brachten Gold und Silbermünzen nach Schweden. Solche Schätze wurden immer wieder versteckt und oft erst in der Neuzeit wiederentdeckt. Neben dem Historischen Museum stellt auch das Königliche Münzkabinett eine ganze Anzahl solcher Hortfunde aus.

### Sparen
Zum Thema Sparen wird eine historische Sparkasse und eine bunte Sammlung von Sparbüchsen gezeigt.

### Unternehmertum
Mit Hilfe von Schautafeln und Objekten stellt das Museum bedeutende schwedische Erfinder vor, soweit deren Erfindungen die wirtschaftliche Entwicklung Schwedens voranbrachte, sowie große Unternehmerpersönlichkeiten vor. Unter den 150 vorgestellten Persönlichkeiten sind z. B. Estrid Ericson, Ingvar Kamprad und Niklas Zendström.

### Medaillen
In Schweden wird die Kunst Ereignisse mit entsprechenden Medaillen zu würdigen besonders geschätzt und schon lange gepflegt. Das Münzkabinett stellt dazu eine äußerst umfangreiche Sammlung historischer und moderner Medaillen aus.
Der Ursprung der Medaillen im Italien des 15. Jahrhunderts wird ebenso dargestellt wie die ersten schwedischen Medaillen in den 1560er Jahren. Zu sehen ist auch die erste schwedische Medaille, die 1560 zum Begräbnis Gustav I. Wasas hergestellt wurde.
Die Medaille als präzise Kleinskulptur wurde von vielen schwedischen Künstlern als Ausdrucksform genutzt darunter Erik Lindberg, Carl Eldh, Carl Miller und Bror Hjorth. Gezeigt werden auch die Werke von Lea Ahlborn aus dem 19. Jahrhundert. Diese war als Münz- und Medaillengraveurin der Königlichen Münzprägeanstalt die erste Frau im schwedischen Staatsdienst.
Gezeigt werden auch Exemplare der berühmtesten schwedischen Medaillen, den Nobelpreis-Medaillen, sowie zahlreiche Werke moderner Künstler.

## Persönlichkeiten
Leiterin des Königlichen Münzkabinetts ist seit 2012 Eva Ramberg.
Das Museum wurde lange von der schwedischen Archäologin und Numismatikerin Brita Malmer geleitet.